# Капарика (Алмада)
Капарика (порт. Caparica) — район (фрегезия) в Португалии, входит в округ Сетубал. Является составной частью муниципалитета Алмада. Находится в составе крупной городской агломерации Большой Лиссабон. По старому административному делению входил в провинцию Эштремадура. Входит в экономико-статистический субрегион Полуостров Сетубал, который входит в Лиссабонский регион. Население составляет 19 327 человек на 2001 год. Занимает площадь 10,71 км².
Покровителем района считается Дева Мария (порт. Maria).